# Annabel Jäger
Annabel Jäger (* 6. Januar 1994 in Gütersloh) ist eine deutsche Fußballtrainerin und ehemalige Fußballspielerin.

## Karriere

### Vereine
Annabel Jäger begann 1999 in der männlichen F-Jugend des FC Gütersloh mit dem Fußballspielen. Ab der C-Jugend wechselte sie in die weibliche B-Jugend des Vereins. Die Frauenabteilung des nunmehr FC Gütersloh 2000 genannten Vereins gründete 2009 mit dem FSV Gütersloh 2009 einen eigenen Verein. Ab der Saison 2009/10 spielte sie bis Sommer 2012 für die erste Frauenmannschaft in der 2. Bundesliga Nord, mit der sie in ihrer letzten Saison den Aufstieg in die Bundesliga erreichte. In der Saison 2012/13 absolvierte Jäger lediglich zwei Bundesligaspiele für den VfL Wolfsburg, da sie sich beim Bundesligisten nicht durchzusetzen vermochte. Ihr Debüt gab sie am 14. November 2012 (1. Spieltag) beim 10:0-Sieg im Heimspiel gegen den FSV Gütersloh 2009 mit Einwechslung für Zsanett Jakabfi in der 64. Minute. Zur Saison 2013/14 wechselte sie zum Bundesligaaufsteiger BV Cloppenburg, für den sie am 8. September 2013 (1. Spieltag) beim 3:3-Unentschieden gegen die SGS Essen debütierte. Nach dem Abstieg Cloppenburgs spielte sie ein weiteres Jahr für den Verein in der 2. Bundesliga, ehe sie zur Saison 2015/16 zu ihrem Heimatverein FSV Gütersloh 2009 zurückkehrte. Ein Jahr später folgte der Wechsel zu Arminia Bielefeld. Mit den Bielefelderinnen stieg sie 2018 aus der 2. Bundesliga ab. Im Jahr 2019 erreichte sie mit der Mannschaft den erneuten Aufstieg in die nun eingleisige 2. Bundesliga. Nach der Saison 2019/20 hat sie ihre Karriere als Spielerin beendet.

### Nationalmannschaft
Mit der U-15 Nationalmannschaft bestritt Jäger ihr erstes Länderspiel für den DFB. In Bisham Abbey kam sie am 16. April 2008 mit der Auswahlmannschaft zu einem 4:1-Sieg gegen die Auswahl Englands. Ihre beiden einzigen Tore für diese Auswahlmannschaft gelangen ihr am 15. April 2009 in Rhede beim 5:0-Sieg gegen die Auswahl der Niederlande mit den Treffern zum zwischenzeitlichen 1:0 in der 12. Minute und dem zwischenzeitlichen 3:0 in der 43. Minute.
Für die U-17-Nationalmannschaft bestritt sie 14 Länderspiele und erzielte vier Tore. Ihr Debüt gab sie am 6. September 2009 im Rahmen der Europameisterschafts-Qualifikation, beim 10:0-Sieg gegen die Auswahl Israels. Sie nahm sowohl vom 22. bis 26. Juni 2010 als auch vom 28. bis 31. Juli 2011 (jeweils in Nyon) an der Europameisterschaft teil und kam jeweils zu zwei Turnierspielen. Ihr erstes Tor für diese Auswahlmannschaft erzielte sie am 28. Juli 2011 im Halbfinalspiel der Europameisterschaft gegen die Auswahl Frankreichs, mit dem Treffer zum 2:2-Endstand nach 80 Minuten. Das Spiel ging mit 6:5 im Elfmeterschießen zu Gunsten von Frankreich aus. Im Spiel um Platz 3, das am 31. Juli mit 8:2 gegen die Auswahl Islands entschieden wurde, erzielte Jäger drei Tore. An der vom 5. bis 25. September 2010 in Trinidad und Tobago durchgeführten Weltmeisterschaft kam sie in zwei Gruppenspielen (gegen Mexiko und Südkorea) und im mit 0:1 gegen die Auswahl Nordkoreas verlorenem Viertelfinale zum Einsatz.
Für die U-19-Nationalmannschaft bestritt sie zwischen dem 28. Februar 2012 und dem 9. April 2013 elf Länderspiele und erzielte vier Tore, darunter drei Einsätze in der Qualifikationsrunde zur Europameisterschaft. Ihr Debüt in Cuijk gewann die Auswahlmannschaft mit 1:0 gegen die der Niederlande. Ihre ersten beiden Tore erzielte sie am 21. November 2012 in Växjö beim 4:0-Erfolg gegen die Auswahl Schwedens mit den Treffern zum zwischenzeitlichen 2:0 in der 30. Minute und dem 4:0-Endstand in der 52. Minute. 2013 war die Spielführerin des deutschen Teams, das an der U-19-Europameisterschaft in Wales teilnahm und dort das Halbfinale erreichte.
Für die U-20-Nationalmannschaft bestritt sie acht Länderspiele, erstmals am 15. Juli 2012 in Aschaffenburg beim 5:0-Sieg gegen die Auswahl Norwegens. Zu drei weiteren Einsätzen kam sie während der Weltmeisterschaft, die vom 19. August bis 8. September 2012 in Japan ausgetragen wurde. Nach ihrem Gruppenspiel gegen die Auswahlmannschaft der Vereinigten Staaten, dem Halbfinale gegen die Auswahlmannschaft Japans kam sie auch im mit 0:1 (abermals) gegen die Vereinigten Staaten verlorenem Finale zum Einsatz. Im Vorfeld der U-20-Weltmeisterschaft 2014 bestritt sie für diese Auswahlmannschaft vier weitere Partien, gehörte aber beim Turnier nicht zum deutschen Kader.

### Trainerin
Ab der Saison 2020/21 hat Jäger als Co-Trainerin der ersten Herrenmannschaft des Verler Landesligisten FC Kaunitz eine neue Aufgabe übernommen. Im Sommer 2023 übernimmt Jäger die Frauenmannschaft von Arminia Bielefeld in der Regionalliga West.

## Erfolge
- Dritter der U-17 Europameisterschaft 2010, 2011
- Aufstieg in die Bundesliga 2012 mit dem FSV Gütersloh 2009
- Zweiter der U-20 Weltmeisterschaft 2012
- Champions-League-Sieger 2013
- Deutscher Meister 2013
- DFB-Pokal-Sieger 2013

## Sonstiges
Am 23. März 2019 trat Annabel Jäger in der ZDF-Sendung das aktuelle sportstudio auf und traf beim Torwandschießen gegen Felix Neureuther an.